# Мартиш Василь
Василь Мартиш (пол. Wasyl (Bazyli) Martysz; *20 лютого 1874 — †4 травня 1945) — православний священник, протопресвітер і священномученик Української православної церкви.

## Життєпис
Народився у селі Тератин, Грубешівського повіту Люблінської губернії Російської імперії, на Холмщині (Закерзоння) 20 лютого 1874 року, у родині судді.
Закінчивши Холмську духовну семінарію. Незабаром після закінчення отець Василь одружився, а 10 грудня 1900 р. був висвячений в сан священника. Пізніше був направлений для проведення місіонерської роботи на Аляску. По поверненні в Європу о. Василь став у 1912 р. настоятелем православної парафії у Сілезії.
В часі Першої світовії війни отець Мартиш з родиною знайшов притулок в Москві, у Монастирі Св. Андроніка. У 1919 р. його родина повернулася на рідні терени, де він приступив до організації православних капеланів у польському війську, за що 7 грудня 1925 р. отримав нагороду офіцерський хрест Орден Відродження Польщі і військове звання полковника, був на чолі військових священників. На цій посаді він прослужив 25 років.
Брав активну участь у богослужіннях воїнам Армії Української Народної Республіки, які перебували в таборах інтернованих у Польщі після поразки Української державності. 8-го липня 1921 р. провів Літургію українською мовою для більш ніж 5000 інтернованих вояків. Також активно займався організацією і підготуванням священників в цих таборах.
Закінчив свою службову діяльність у 1936 р. у віці 62 років, і повернувся у своє рідне село Тератин.
У Велику П'ятницю, 4-го травня 1945 р. до хати о. Василя увірвався польський націоналістичний відділ під керівництвом Збіґнєва Ґури — псевдо «Яцек». Священника катували протягом 4 годин, після чого застрілили.
Похорони Василя Мартиша очолив о. Іван Левчук в Холмi а поховання відбулося в с. Тератині. В жовтні 1963 р. о. Василя перепоховали на православному кладовищі на Волі в Варшаві, де поховані й ветерани Армії Української Народної Республіки.
У 2003 р. його Святі Мощі були перенесені до Церкви Івана Ліствичника поруч із цвинтарем, а 7-8 червня того ж року він був причислений до лику Святих у м. Холмі.